# Urca
Ne pas confondre avec l'Université de Reims Champagne-Ardenne (URCA)
Urca est un quartier traditionnel de la ville de Rio de Janeiro, au Brésil, de plus de 7 000 habitants (2000) qui vivent dans des petits immeubles et des maisons. Ce quartier de la zone sud de Rio, est considéré comme celui ayant le plus faible taux de criminalité de la ville. C'est dans ce quartier qu'habite le célèbre chanteur et compositeur Roberto Carlos.
C'est dans ce quartier que se trouve le célèbre Pain de Sucre, haut lieu touristique de la ville de Rio de Janeiro.
Sur la Praia Vermelha ("Plage Rouge"), on retrouve de nombreuses universités :
- deux campus de l'Université fédérale de l'État de Rio de Janeiro (UNIRIO),
- un des campus de l'Université fédérale de Rio de Janeiro (UFRJ),
- le Centre brésilien de recherches physiques (CBPF),
- l'Institut militaire d'ingénierie (IME),
- l'École de commando de l'état-major de l'Armée (ECEME),
- l'École de guerre navale (EGN).

## Historique
Le début du peuplement des terres connues aujourd'hui comme étant celles du quartier de la Urca remonte au début même de la ville de Rio de Janeiro.

## Galerie

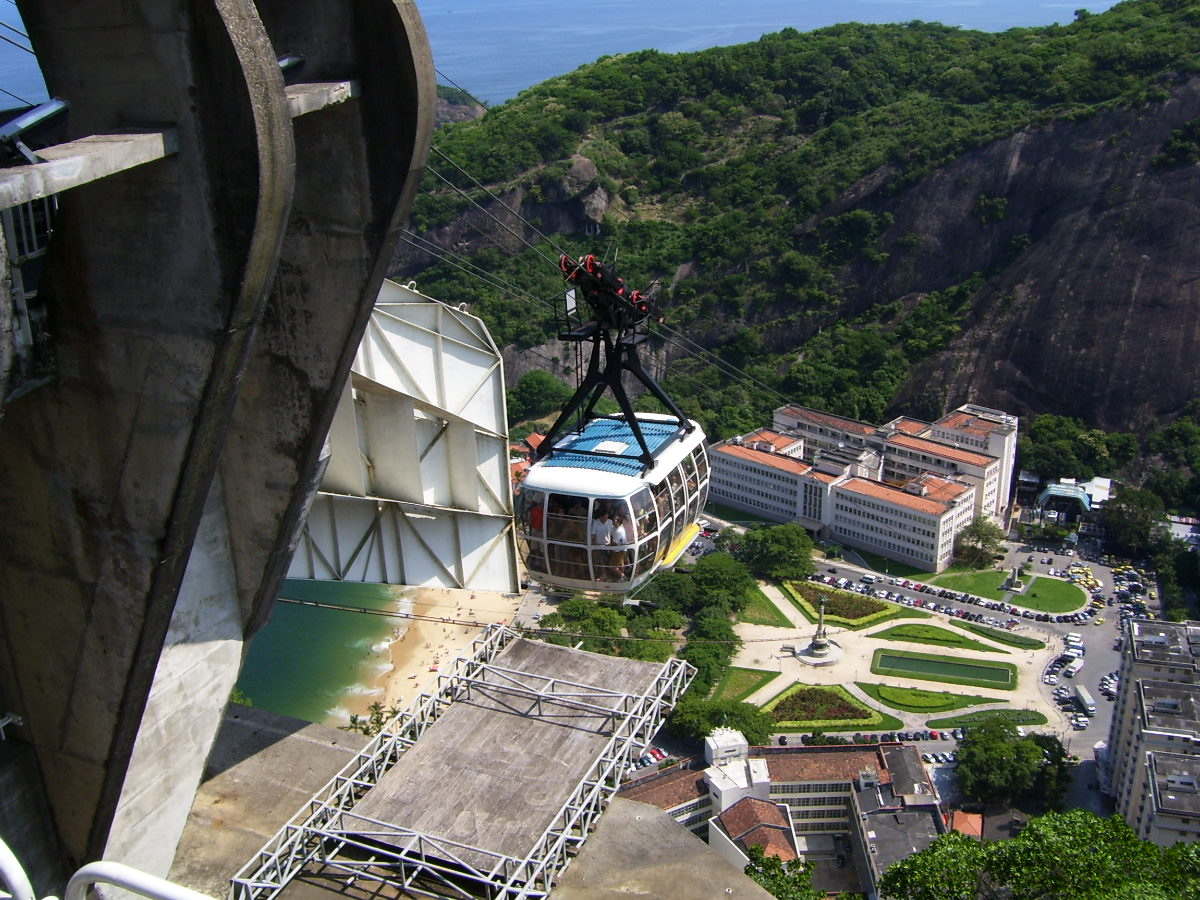
Téléphérique du Pain de Sucre.
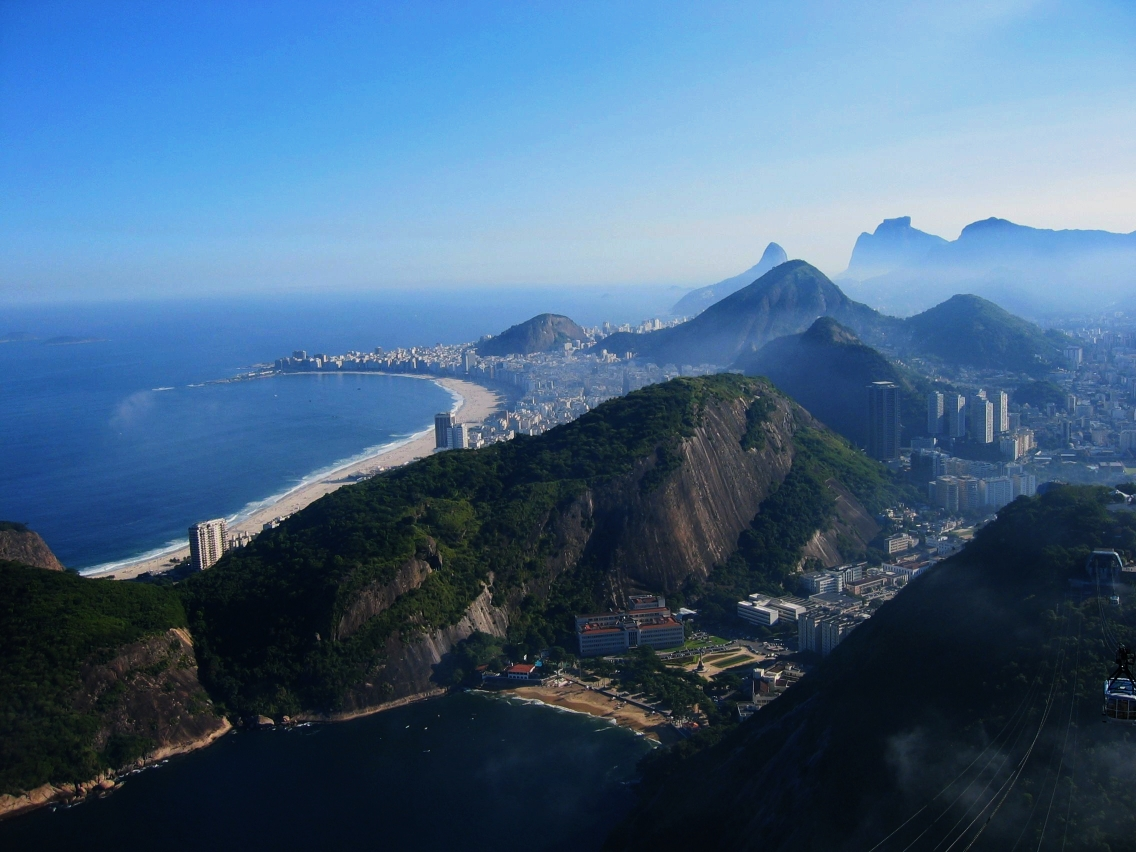
Praia Vermelha entre le Morro da Babilônia et le Morro da Urca.
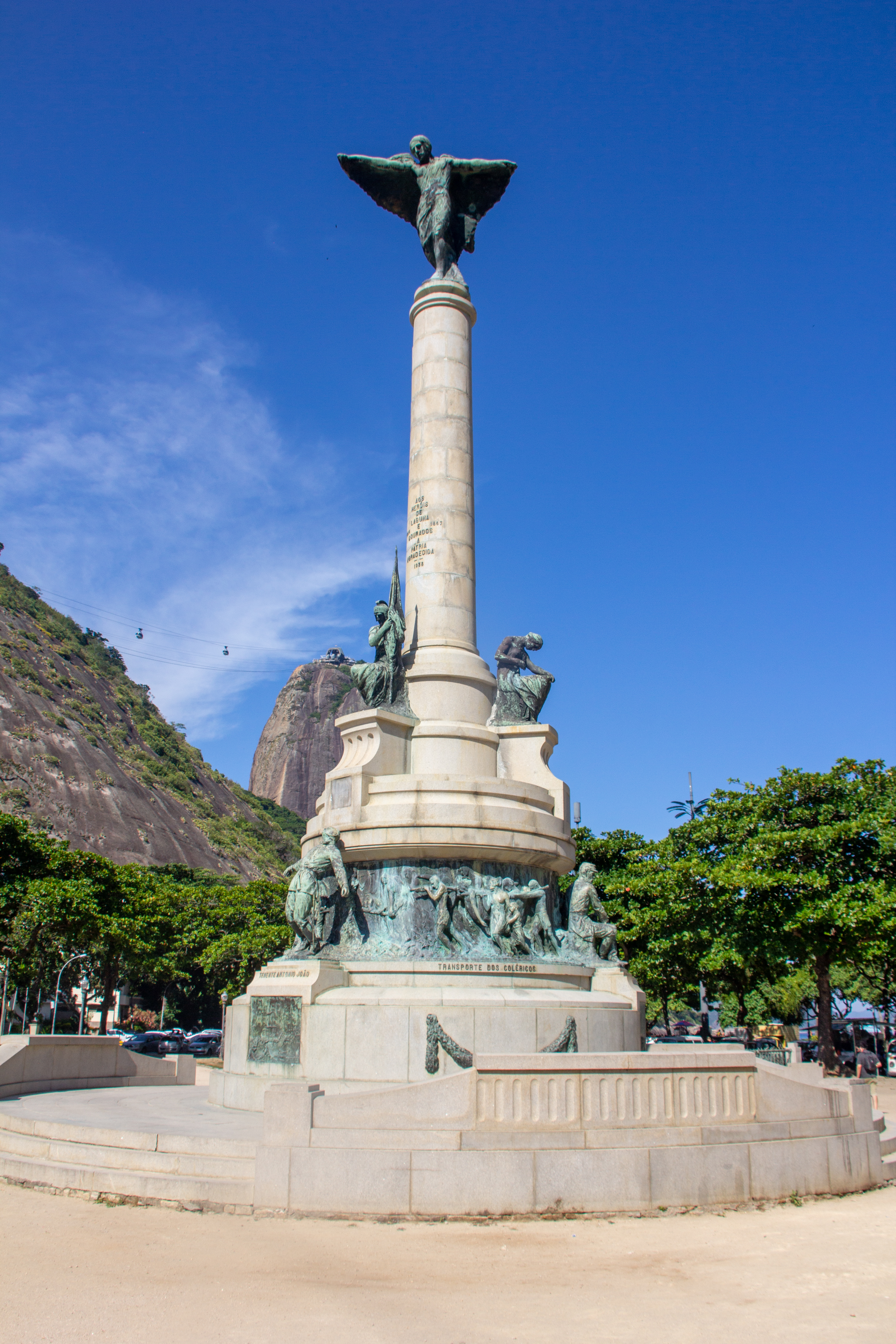
Monument aux Héros de Laguna et Dourados.
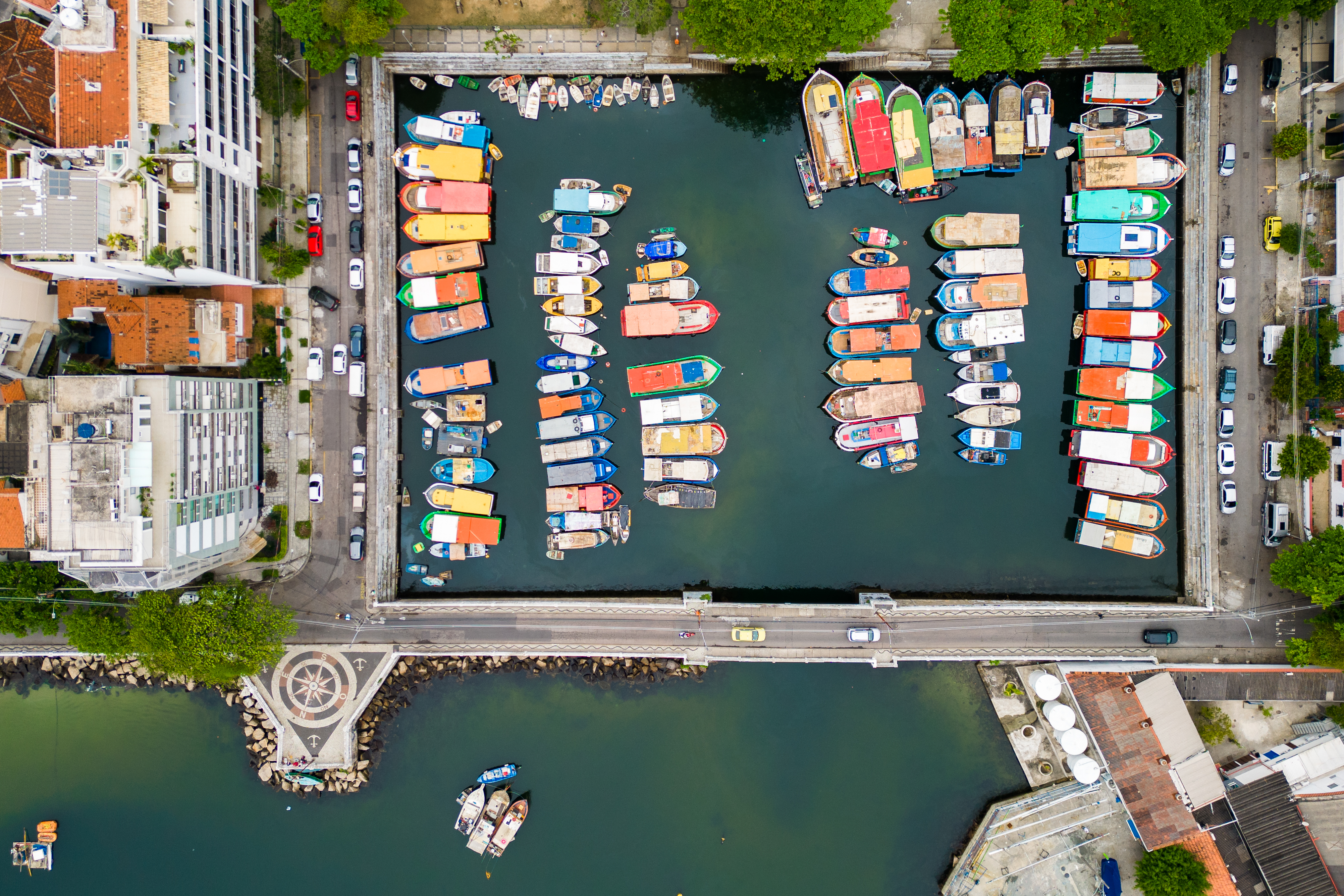
Marina de l'avenue du Portugal à Urca. Septembre 2022.